# Canton de Saint-Chély-d'Apcher
Le canton de Saint-Chély-d'Apcher est une circonscription électorale française située dans le département de la Lozère et la région Occitanie.

## Représentation
Sources : Annuaires du département de la Lozère. https://gallica.bnf.fr/ark:/12148/cb326955871/date

### Conseillers généraux de 1833 à 2015
| Période | Période      | Identité                                                          | Étiquette                     | Qualité |
| ------- | ------------ | ----------------------------------------------------------------- | ----------------------------- | --- |
| 1833    | 1854         | Mathieu-Joseph Chazot                                             |                               | Conseiller à la Cour d'appel de Nîmes Maire de Saint-Chély-d'Apcher (1830-1848)                                      |
| 1854    | 1870 (décès) | Paulin Roussel                                                    |                               | Docteur en médecine à Saint-Chély-d'Apcher, conseiller d'arrondissement                                              |
| 1870    | 1903 (décès) | Théophile Roussel (fils du précédent)                             | Républicain modéré            | Médecin Propriétaire à Orfeuillette Député (1849, 1871, 1876-1879) Sénateur (1879-1903) Président du Conseil Général |
| 1904    | 1928 (décès) | Fernand Gaillardon (1858-1928)                                    | Libéral                       | Notaire - Maire de Saint-Chély-d'Apcher (1912-1925)                                                                  |
| 1928    | 1932         | Maurice Clément                                                   | Conservateur Action française | Banquier - Maire de Saint-Chély-d'Apcher (1925-1932)                                                                 |
| 1932    | 1937         | Julien Muret (1899-1952)                                          | Soc.ind.                      | Docteur-médecin à Saint-Chély-d'Apcher                                                                               |
| 1937    | 1940         | Jacques Aguillon (petit-fils de M.J.Chazot) (neveu de Th.Roussel) | RG                            | Ingénieur civil des Mines Président de la Compagnie PLM Propriétaire à Paris                                         |
|         |              |                                                                   |                               | |
| 1942    | 1945         | Pierre Pignide (1891-1951)                                        |                               | Maire de Saint-Chély-d'Apcher Nommé conseiller départemental en 1942                                                 |
|         |              |                                                                   |                               | |
| 1945    | 1951         | René Gibelin                                                      | MURF                          | Maire de Saint-Chély-d'Apcher (1945-1947)                                                                            |
| 1951    | 1955 (décès) | Jacques Aguillon                                                  | DVD                           | Propriétaire à Paris                                                                                                 |
| 1956    | 1988         | Gabriel Gourdon (1908-1992)                                       | DVD puis UDR puis UDF         | Médecin Maire d'Albaret-Sainte-Marie (1953-1989)                                                                     |
| 1988    | 2008         | Charles Denicourt (1937-2022)                                     | RPR                           | Pharmacien à Saint-Chély-d'Apcher Président de l'Agence méditerranéenne de l'environnement                           |
| 2008    | 2015         | Pierre Lafont                                                     | UMP                           | Maire de Saint-Chély-d'Apcher (2001-2020) Président de la Communauté de communes Apcher-Margeride-Aubrac             |

### Conseillers d'arrondissement (de 1833 à 1940)
Le canton de Saint-Chély appartenait à l'arrondissement de Marvejols jusqu'à sa disparition en 1926.
| Période                                  | Période | Identité                                    | Étiquette | Qualité |
| ---------------------------------------- | ------- | ------------------------------------------- | --------- | --- |
| 1833                                     | 1855    | Paulin Roussel (1787-1870)                  |           | Médecin à Saint-Chély-d'Apcher                                                                              |
| 1855                                     | 1861    | Vital Julien Hippolyte Torrette (1807-1901) |           | Juge de paix à Saint-Chély-d'Apcher                                                                         |
| 1861                                     | 1877    | Jean Antoine Gache                          |           | Négociant à Saint-Chély-d'Apcher                                                                            |
| 1877                                     | 1886    | Pierre Joseph Gaillardon (1820-1896)        |           | Notaire à Saint-Chély-d'Apcher                                                                              |
| 1886                                     | 1892    | Louis Cyprien Mathieu                       |           | Huissier, maire de Saint-Chély-d'Apcher (1885-1892)                                                         |
| 1892                                     | 1904    | Jean Adrien Bonnel (1832-1905)              |           | Propriétaire, maire d'Albaret-Sainte-Marie (1857-1904)                                                      |
| 1904                                     | 1910    | Fernand Vincens (1874-1959)                 |           | Docteur-médecin à Saint-Chély-d'Apcher                                                                      |
| 1910                                     | 1919    | Henry Clément                               |           | Banquier à Saint-Chély-d'Apcher                                                                             |
| 1919                                     | 1928    | Antoine Guillot                             | Rad.      | Marchand de bois, propriétaire à Saint-Chély-d'Apcher                                                       |
| 1928                                     | 1940    | Cyprien Boudon                              | Droite    | Cultivateur à Saint-Chély-d'Apcher                                                                          |
| 1940                                     |         |                                             |           | Les conseils d'arrondissement ont été suspendus par la loi du 12 octobre 1940 et n'ont jamais été réactivés |
| Les données manquantes sont à compléter. |         |                                             |           | |

### Conseillers départementaux à partir de 2015
| Période élective | Période élective | Mandat | Mandat   | Identité        | Nuance | Nuance | Qualité                                                                              |
| ---------------- | ---------------- | ------ | -------- | --------------- | ------ | ------ | ------------------------------------------------------------------------------------ |
| 2015             | 2021             | 2015   | 2021     | Christine Hugon |        | LR     | Secrétaire dans une compagnie d'assurances, maire de Saint-Chély-d'Apcher (2020- )   |
| 2015             | 2021             | 2015   | 2021     | Michel Thérond  |        | UDI    | Ancien cadre Maire d'Albaret-Sainte-Marie (1989- ), président départemental de l'UDI |
| 2021             | 2028             | 2021   | en cours | Christine Hugon |        | LR     | Maire de Saint-Chély-d'Apcher (2020- )                                               |
| 2021             | 2028             | 2021   | en cours | Michel Thérond  |        | UDI    | Maire d'Albaret-Sainte-Marie (1989- )                                                |

### Résultats détaillés

#### Élections de mars 2015
À l'issue du 1er tour des élections départementales de 2015, deux binômes sont en ballotage : Christine Hugon et Michel Therond (DVD, 35,91 %) et Ghislaine Bourgeois et Pierre Lafont (DVD, 35,34 %). Le taux de participation est de 66,84 % (3 005 votants sur 4 496 inscrits) contre 66,11 % au niveau départemental et 50,17 % au niveau national.
Au second tour, Christine Hugon et Michel Thérond (DVD) sont élus avec 56,24 % des suffrages exprimés et un taux de participation de 71,41 % (1 663 voix pour 3 210 votants et 4 495 inscrits).

#### Élections de juin 2021
Le premier tour des élections départementales de 2021 est marqué par un très faible taux de participation (33,26 % au niveau national). Dans le canton de Saint-Chély-d'Apcher, ce taux de participation est de 47,53 % (2 115 votants sur 4 450 inscrits) contre 48,91 % au niveau départemental. À l'issue de ce premier tour,  le binôme constitué de Christine Hugon et Michel Thérond (DVD), est élu avec 65,37 % des suffrages exprimés.

## Composition

### Composition avant 2015

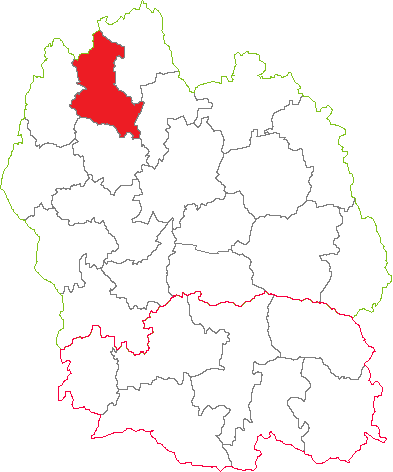
Situation du canton de Saint-Chély-d'Apcher dans le département de la Lozère avant 2015.

Le canton de Saint-Chély-d'Apcher regroupait 7 communes.
| Nom                              | Code Insee | Codepostal | Superficie (km2) | Population (dernière pop. légale) | Densité (hab./km2) |
| -------------------------------- | ---------- | ---------- | ---------------- | --------------------------------- | ------------------ |
| Saint-Chély-d'Apcher (chef-lieu) | 48140      | 48200      | 28,26            | 4 187 (2012)                      | 148                |
| Albaret-Sainte-Marie             | 48002      | 48200      | 15,98            | 569 (2012)                        | 36                 |
| Les Bessons                      | 48025      | 48200      | 23,49            | 436 (2012)                        | 19                 |
| Blavignac                        | 48026      | 48200      | 13,83            | 283 (2012)                        | 20                 |
| La Fage-Saint-Julien             | 48059      | 48200      | 18,06            | 289 (2012)                        | 16                 |
| Les Monts-Verts                  | 48012      | 48200      | 29,13            | 336 (2012)                        | 12                 |
| Rimeize                          | 48128      | 48200      | 32,30            | 587 (2012)                        | 18                 |

### Composition depuis 2015
À la suite du redécoupage cantonal de 2014, le canton comprend désormais six communes :
| Nom                                          | Code Insee | Intercommunalité                        | Superficie (km2) | Population (dernière pop. légale) | Densité (hab./km2) | Modifier                                    |
| -------------------------------------------- | ---------- | --------------------------------------- | ---------------- | --------------------------------- | ------------------ | ------------------------------------------- |
| Saint-Chély-d'Apcher (bureau centralisateur) | 48140      | CC des Terres d'Apcher-Margeride-Aubrac | 28,26            | 4 025 (2022)                      | 142                | modifier les données · modifier les données |
| Albaret-Sainte-Marie                         | 48002      | CC des Terres d'Apcher-Margeride-Aubrac | 15,98            | 557 (2022)                        | 35                 | modifier les données · modifier les données |
| Blavignac                                    | 48026      | CC des Terres d'Apcher-Margeride-Aubrac | 13,83            | 257 (2022)                        | 19                 | modifier les données · modifier les données |
| Prunières                                    | 48121      | CC des Terres d'Apcher-Margeride-Aubrac | 13,09            | 226 (2022)                        | 17                 | modifier les données · modifier les données |
| Rimeize                                      | 48128      | CC des Terres d'Apcher-Margeride-Aubrac | 32,30            | 614 (2022)                        | 19                 | modifier les données · modifier les données |
| Saint-Pierre-le-Vieux                        | 48177      | CC des Terres d'Apcher-Margeride-Aubrac | 15,55            | 314 (2022)                        | 20                 | modifier les données · modifier les données |
| Canton de Saint-Chély-d'Apcher               | 4812       |                                         | 119,01           | 5 993 (2022)                      | 50                 | modifier les données                        |

## Démographie

### Démographie avant 2015
| 1962  | 1968  | 1975  | 1982  | 1990  | 1999  | 2006  | 2011  | 2012  |
| ----- | ----- | ----- | ----- | ----- | ----- | ----- | ----- | ----- |
| 7 123 | 7 141 | 6 527 | 6 673 | 6 449 | 6 440 | 6 872 | 6 748 | 6 687 |

### Démographie depuis 2015
En 2022, le canton comptait 5 993 habitants, en évolution de −2,7 % par rapport à 2016 (Lozère : +0,11 %, France hors Mayotte : +2,11 %).
| 2013  | 2018  | 2022  |
| ----- | ----- | ----- |
| 6 170 | 6 164 | 5 993 |